# 亞卡比槍擊事件
《亞卡比槍擊事件》是商台森美小儀歌劇團2005年度音樂劇，於2005年8月19日至23日假香港理工大學賽馬會綜藝館公演5場。

## 故事大綱
兩粒為感情開到荼蘼的情侶而設之藥丸，一粒能將戀愛過程重整再來過；一粒能洗去記憶將對方完全忘記，不再吵架的畢先生畢太太鯨吞兩丸後，執行亞卡比式離婚，結束漫長淡而無味的婚姻……
二人跌入亞卡比真愛重整程序回到從前，化身藍芽與3G，重回狂熱戀愛世紀的校園，二人不屑顛倒戀愛的眾生。突然，亞卡比復仇天使從天而降向眾生宣戰，厲言天亮前要殺盡未能找到真愛之戀人，進行戀愛殺戮大清洗！藍芽、3G為救眾人，決施展渾身解數，為眾戀人尋找真愛，但卻令自己身陷險境……

## 主要演員
- 森　美　飾　藍芽
- 小　儀　飾　羅拉
- 薛凱琪　飾　3G
- 吳家穎　飾　愛立
- 應昌佑　飾　東尼
- 鄭伊健　飾　亞卡比復仇天使

## 其他演員
- 謝茜嘉
- 細So
- 廸偉
- 有耳非文

## 主要幕後人員
- 監製：森美
- 故事：森美
- 導演：許樹寧@現在式單位
- 編劇：黃詠詩
- 藝術總監：詹瑞文
- 音樂總監：黃貫中
- 創作總監：Riley Pong
- 製作總監：康家俊
- 舞蹈總監：Andy Wong
- 節目總監：梁志光

## 歌曲
全劇共有十多首歌曲，其中十首收錄於《森美小儀歌劇團亞卡比槍擊事件－愛情萬歲》原聲大碟中。
| 曲目 | 歌曲             | 作曲   | 填詞   | 主唱                    |
| 1    | 凡士達少年       | 黃貫中 | 林若寧 | 吳家穎+森美+小儀+薛凱琪 |
| 2    | 愛情萬歲         | 黃貫中 | 林若寧 | 森美+薛凱琪             |
| 3    | 原罪犯           | 黃貫中 | 林若寧 | 黃貫中                  |
| 4    | 你在那裡？       | 石嘉欣 | 林若寧 | 薛凱琪                  |
| 5    | 芳芳與碧姬       | 黃貫中 | 林若寧 | 應昌佑                  |
| 6    | 給末日的情書     | 黃貫中 | 林若寧 | 吳家穎                  |
| 7    | 你的姓氏我的名字 | 黃貫中 | 林若寧 | 小儀                    |
| 8    | 忘了我是誰       | 黃貫中 | 林若寧 | 鄭伊健                  |
| 9    | Wrong Timing     | 黃貫中 | 林若寧 | 森美                    |
| 10   | 那年幾多歲       | 黃貫中 | 林若寧 | 吳家穎                  |

註：粗體顯示為主打歌
- 郑伊健参演《亚卡比枪击事件》最后一场 （页面存档备份，存于）